# مشعل الرويلي
مشعل كامي الرويلي (مواليد 26 أكتوبر 2000) هو لاعب كرة قدم سعودي يلعب حالياً في نادي الريان.

## مسيرة اللاعب
بدأ في نادي العروبة ولعب بعدها في نادي الريان.